# Buddhista imafüzér

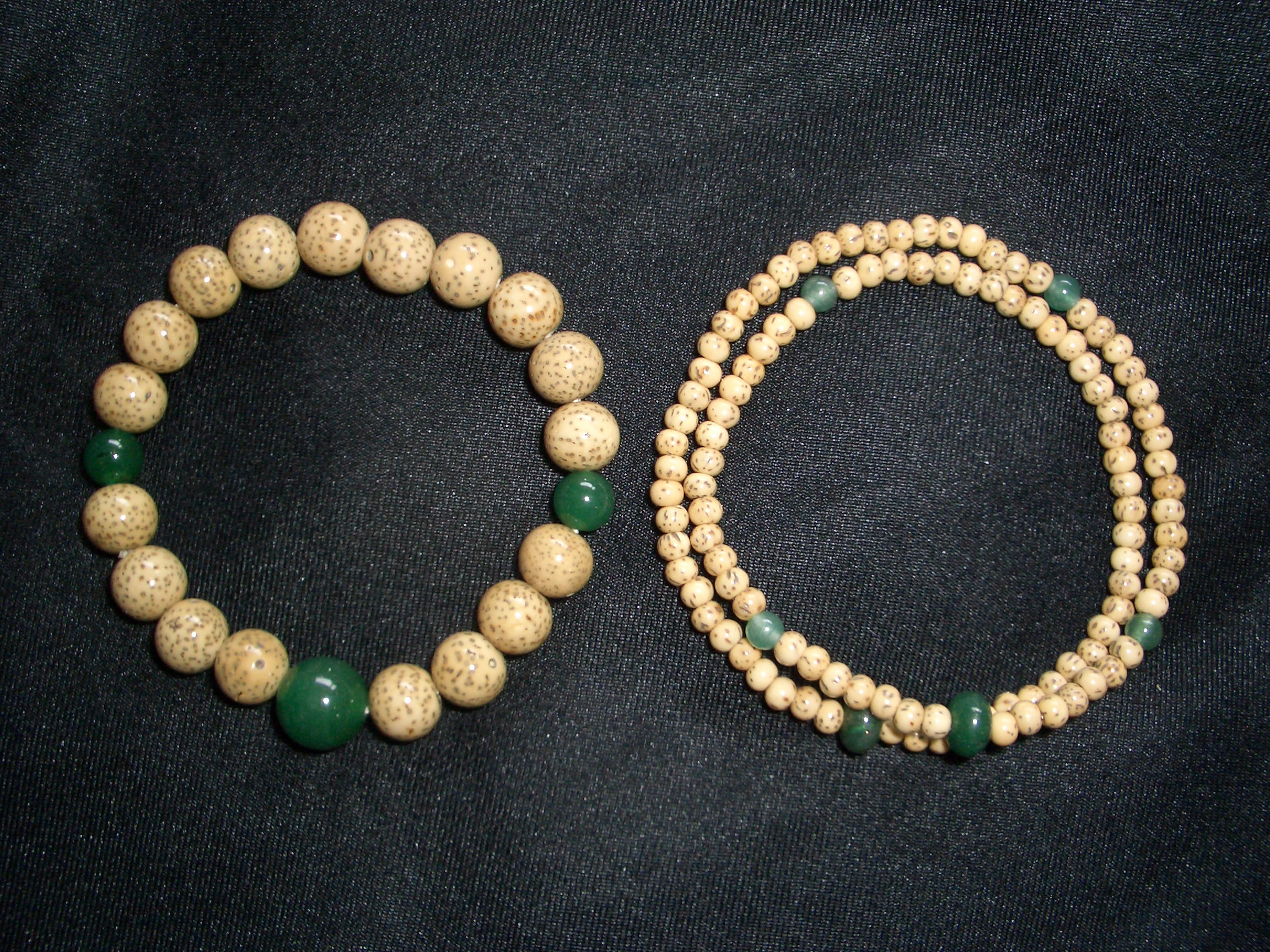
Buddhista imafüzérek

A buddhista imafüzér (Tibetben thengva a hinduknál málá (szanszkrit: माला; mālā) a buddhisták számára használatos eszköz, számláló füzér, amelynek segítségével számolni tudják az elmondott mantrákat. A buddhisták a csuklójukra csavarva, vagy a nyakukban hordják. A tibeti buddhisták nem mindig viselik közvetlenül a testükön, hanem külön a málá védelmét szolgáló szövettasakban hordozzák a zsebükben, a táskájukban, vagy a nyakukba akasztva. Ez abból a hitből fakad, hogy azt a málát, amivel a mantrázást végzik nem láthatja más személy, csak az, aki a gyakorlást a málával végzi.
A tibeti buddhizmusban hagyományosan 108 gyöngyből álló füzért használnak. A 108-as szám a buddhizmusban szakrális jelentőségű. Avalókitésvara és Tárá 108 nevére utal, de Buddha lábnyomát is 108 részre szokták felosztani. A tibeti buddhista kánon egyik fő része, a Kandzsúr is 108 kötetből áll. A 108-as számot adja a következő számítás is: 6 x 3 x 2 x 3 = 108, ahol a 6-os szám az emberi érzékeket jelöli (látás, hallás, szaglás, ízlelés, érintés, gondolkodás); a 3-as szám a három időt (múlt, jelen, jövő); a 2-es szám a szív, az elme és a szándék állapotát (tiszta vagy tisztátalan); az utolsó 3-as pedig a tudat három "szennyeződését", a három klésát (kleśa) jelképezi (vágyakozás, gyűlölet, tudatlanság).
Buddhista vallásgyakorlók 21 vagy 27, esetleg 54 gyöngyből álló számláló füzért is használnak még. A különféle mantrákhoz különféle alapanyagokból készült mantrákat kapcsolnak. Például a tisztulás érdekében végzett mantra gyakorlatokat elsősorban hegyikristály, gyöngy, kagyló anyagú málákkal végzik. Különféle jelentése van a csont (nem ritkán emberi csontok) a türkiz, rózsafa vagy bódhifa szemekből álló máláknak.

## Eredete
A „málá” a legrégebbi hindu vallási hagyományokból eredeztethető. A tradicionális hindu imafüzér a Jappa mala rudraksha vagy tulsi fából készül. A hindu hagyományból és gyakorlatból vették át később a buddhisták, emiatt „buddhista imafüzérnek” is nevezik. Mindkét vallás gyakorlóinál hagyományosan használt eszköz a lelki gyakorlatok során, mely a mantrák számlálására szolgál a meditáció közben. Jellemzően 108 szemes, de a hinduknál elfogadott még a 9, 18, 27, 54, 72 szemes málá is.
A világ vallásiban használatos imafüzérek mindegyike a hindu málára vezethető vissza, mivel a hindu málá használata történelmileg a legrégebbi.